# Cadillac Seville
O Cadillac Seville é um automóvel de porte médio-grande da Cadillac. Foi criado para concorrer com os melhores carros de luxo do mundo das marcas Mercedes-Benz, BMW, Jaguar, Lexus, entre outros. Sua linha de montagem foi descontinuada em 2004.
O Seville foi atualizada para 1998, uma nova versão da plataforma K-body com base em Aurora G-body da Oldsmobile. Era o Cadillac lançado com um número europeu de homologação na Europa, como Reino Unido em primeiro lugar, e depois na Alemanha, Bélgica, França, Espanha, Itália, Finlândia e outros mercados.
A distância entre-eixos foi alargado para 112,2 em (2.850 mm), mas o comprimento total caiu ligeiramente para 201 (5.100 milímetros). O carro parecia semelhante ao modelo de quarta geração, mas caracterizado suspensão e melhorias dirigibilidade. O STS Seville (e companheiro de Eldorado ETC) tornou-se o mais poderoso do mercado com tração dianteira, a 300 hp (224 kW). O modelo top STS realizado um MSRP de $ 52.075 dólares.
A quinta geração de Seville foi o primeiro Cadillac construído para ser construído em forma tanto da esquerda com condução à direita e, tornando-se o primeiro Cadillac moderno a ser importado e vendido oficialmente na África do Sul, juntamente com outros mercados com volante à direita, como o Japão e Reino Unido. Nos últimos jogos, Cadillacs volante à direita, foram construídos a partir de kits CKD ou conversão enviado especial kit para a conversão local.
Para 2003, o seu último ano, em Seville recebeu um novo sistema de suspensão MagneRide adaptativa. Produção da STS Seville terminou em 16 de maio, 2003. O SLS Seville terminou em 5 de dezembro de 2003. Depois que o Seville foi interrompido em 2004, foi substituída pela tração traseira  Cadillac STS. Todos transversal do motor com tração dianteira Sevile foi construído em Hamtramck, Michigan.
Desempenho do Cadillac STS Seville fez os melhores carros dos anos 90 ficarem para trás carros como BMW 530I e 540I, Mercedes E430, Audi A6 e A4, o desempenho era possível pelo Northstar V8 e o câmbio automático de 4 velocidades com "Performance algothm shifting" que consegue duplicar as trocas de marchas para uma pilotagem esportiva.
0-60 mph (96 km): 6.7 segundos
0-400m: 15 Segundos a 96 mph (154,5 km)
velocidade máxima: 155 mph (250 km)

## Galeria
- Primeira geração (1975-1979)
- Segunda geração (1979-1985)
- Terceira geração (1985-1991)
- Quarta geração (1992-1997)
- Quinta geração (1997-2004)